# Теремно хліб
ПАТ «ТЕРЕМНО ХЛІБ» — підприємство міста Луцька, виробник хлібобулочної продукції.

## Історія
Підприємство розпочало свою діяльність з 1983 року. У перші роки виробничі потужності дозволяли поставляти продукцію на територію Волинської, Львівської та Рівненської областей. Відкриття «Теремно Хліб» було приурочене до 900-річчя міста Луцьк.
Спочатку роботи підприємства випускалось 5 видів хліба. Сьогоднішній асортимент хлібобулочних виробів налічує більше як 140 найменувань. Сучасні потужності хлібозаводу дозволяють випускати близько 50 тонн хлібобулочних виробів щодня.
На підприємстві діє постійний моніторинг і аудит процесу виробництва. Всього станом на 01.01.2019 року тут працює більше ніж 494 особи.
В середині 2013 р. ПрАТ «ТЕРЕМНО ХЛІБ» представила новий корпоративний бренд. Новим знаком в логотипі ПрАТ «ТЕРЕМНО ХЛІБ» стало зображення будиночка, як символу сім'ї, тепла, гостинності і достатку. Традиційний строгий стиль логотипу змінився на більш відкритий для розуміння і легкий у сприйнятті. Цінність оновленого бренду підприємства, за словами керівництва підприємства, відображає повагу до традицій, якість послуг, відповідальність і прагнення до розвитку.
У 2013 році сума інвестицій у виробництво становила 3 мільйона гривень. Холдинг «Хлібні інвестиції», до складу якого входить ПрАТ «ТЕРЕМНО ХЛІБ», планомірно проводить політику технічного переоснащення, що дає можливість випускати якісну продукцію.
Сьогодні підприємство реалізовує власну продукцію не лише в межах Волинської області, а й за її межами.
Луцьке підприємство «Теремно Хліб» у 2015 році отримало чистий прибуток у розмірі 357 тисяч гривень.